# Чиклана де ла Фронтера
Чиклана де ла Фронтера (шп. Chiclana de la Frontera) град је у Шпанији у аутономној заједници Андалузија у покрајини Кадиз. Према процени из 2008. у граду је живело 76.171 становника.

## Становништво
Према процени, у граду је 2008. живело 76.171 становника.
| 1981.  | 1991.  | 2001.  |
| ------ | ------ | ------ |
| 36.203 | 46.862 | 61.028 |

## Партнерски градови
- Безје
- Убеда